# Tigva
Tigva (en georgiano: თიღვა; en osetio: Тихъуа; en ruso: Тигва) es una aldea que pertenece a la parcialmente reconocida República de Osetia del Sur, parte del distrito de Znaur, aunque de iure pertenece al municipio de Tighvi de la región de Iberia Interior de Georgia. 

## Geografía
Tigva está a a orillas del río Prone, a 2 kilómetros de Kornisi.

## Historia
En 1954, en la zona de Tigva, se descubrió una vestimenta abierta de la época achelense. Las excavaciones realizadas en 1974-1975 revelaron asentamientos de la Edad del Bronce medio y final, la Edad del Hierro temprana y la Antigüedad. 
Tigva es uno de los pueblos más antiguos de toda Iberia Interior y se menciona por primera vez en el siglo X en Matiane Kartlisai en relación con Bagrat III. Se menciona a menudo en documentos de los siglos XII-XVIII. En 1648, el rey entregó Tigva a Zaal Tsereteli. En las afueras del pueblo se conservan las ruinas del acueducto (tubos de cerámica incrustados en la fermentación Kvitkiri), que son un importante ejemplo del arte de la ingeniería georgiana de la Edad Media. 
Durante el período soviético, Tigva formaba parte del distrito de Znaur. 
Después de la guerra de Osetia del Sur (1991-1992) y antes de la guerra ruso-georgiana de 2008, estaba poblada principalmente por georgianos. Después de agosto de 2008, la aldea quedó desierta y su territorio está controlado por las autoridades de la República de Osetia del Sur.

## Demografía
La evolución demográfica de Tigva entre 1916 y 2015 fue la siguiente:
| 373                                                      | 410 | 243 | 1022 | 73 |
| (Fuente: Population of South Ossetia since Soviet times) |     |     |      |    |

Según el censo soviético de 1959, la mayoría de la población local eran georgianos. En los distintos censos, la composición étnica del pueblo era la siguiente:
|              | 1916      | 1916       | 1989      | 1989       |
| Grupo étnico | Población | Porcentaje | Población | Porcentaje |
| ------------ | --------- | ---------- | --------- | ---------- |
| Georgianos   | 283       | 75,9%      | 160       | 69%        |
| Osetios      | 90        | 24,1%      | 83        | 31%        |
| Total        | 373       | 100%       | 243       | 100%       |

## Infraestrucctura

### Arquitectura, monumentos y lugares de interés
En el pueblo se encuentra el monasterio de Tigva, un templo en forma de cruz inscrita fue fundado por Tamar, en el año 1152.